# Chiesa della Santissima Annunziata (Sala Consilina)
La chiesa della Santissima Annunziata è un edificio religioso di Sala Consilina.

## Storia
La Santissima Annunziata nacque come chiesa fondata dall'Università, ossia dalla cittadinanza salese, nel 1330, con licenza del vescovo di Capaccio, Filippo Santomagno.
Essa sorse al di fuori delle mura cittadine, ristrette all'epoca alla sola Civita, assieme all'ospedale cui doveva servire: in questo profondamente differente dalle altre chiese, tutte esclusivamente ricettizie, volute dalle nobili famiglie del tempo e destinate solo ad accogliere i fedeli e alla celebrazione comunitaria dei riti religiosi. Circa un secolo dopo la fondazione, nel 1451, la stessa Università decide di donare la chiesa e le relative rendite all'ordine dei Crociferi, sempre però con lo scopo di attendere all'ospedale. La donazione viene confermata da papa Niccolò V "che impartì l'assenso Apostolico, incaricandone per l'esecuzione il Vescovo limitrofo di Marsico".
Nel 1653, in seguito ad una bolla papale di Innocenzo X, che imponeva la soppressione dei conventi e degli ordini religiosi che "a cagione delle tenue rendite non poteansi mantenere con decoro", lasciando ai vescovi la facoltà di disporre di tali beni in maniera più adeguata, il vescovo di Capaccio, Tommaso Carafa, decideva di assegnare alle cinque chiese curate (San Pietro, Santo Stefano, San Leone, Sant'Eustachio e San Nicola), "perché povere, la rendita (180 ducati) della SS. Annunziata con tutti gli annessi pesi".
Nel 1653 fu fondata la parrocchia di San Nicola di Bari. A causa del terremoto del 16 dicembre 1857 che aveva compromesso l'edificio della chiesa parrocchiale di San Nicola, il vescovo Domenico Fanelli, nel 1859, dispose il trasferimento della titolo della parrocchia di San Nicola nella Santissima Annunziata.
La parrocchia è dedicata alla Beata Vergine Maria Annunziata. Qui è anche presente la statua di San Michele Arcangelo, protettore della città di Sala Consilina. La parrocchia si trova nella piazza principale Umberto I.
Con decreto del Ministero dell'interno del 29 novembre 1986 la parrocchia della Santissima Annunziata viene riconosciuta come ente giuridico.